# David Gonzalvez
David Gonzalvez (Marietta, Georgia, 29 de octubre de 1987) es un jugador de baloncesto estadounidense que pertenece a la plantilla del Kouvot Kouvola de la Korisliiga, la primera categoría del baloncesto finés. Con 1,93 metros de estatura, juega en la posición de escolta.

## Trayectoria deportiva

### Universidad
Jugó durante cuatro temporadas con los Spiders de la Universidad de Richmond, en las que promedió 13,2 puntos, 3,9 rebotes, 2,2 asistencias y 1,3 robos de balón por partido. En su temporada sénior fue incluido en el segundo mejor quinteto de la Atlantic 10 Conference y también en el mejor quinteto defensivo de la conferencia.
Acabó su carrera como quinto máximo anotador de la historia de los Spiders, con 1727 puntos conseguidos, y segundo máximo anotador de triples, con 237.

### Profesional
Tras no ser elegido en el Draft de la NBA de 2010, en el mes de julio firmó su primer contrato profesional con el Hermine de Nantes Atlantique de la Pro B, la segunda categoría del baloncesto francés. Pero solo llegó a jugar ocho partidos antes de ser despedido, en los que promedió 10,5 puntos y 2,9 rebotes. Poco después fichó por el Oberwart Gunners de la liga austriaca, donde acabó la temporada promediando 11,0 puntos y 4,1 rebotes por partido.
En 2011 firmó con el EiffelTowers Den Bosch de la FEB Eredivisie holandesa, donde por fin consiguió jugar una temporada completa en el mismo equipo, en la que acabó con unas estadísticas de 8,6 puntos y 3,3 rebotes por partido. A comienzos de la siguiente temporada regresó a Austria para fichar por el WBC Raiffeisen Wels, con los que disputó 21 partidos como titular, en los que promedió 13,8 puntos y 3,0 rebotes.
En agosto de 2013 regresó al Den Bosch holandés, con los que disputó una temporada. Jugó también en el Eurochallenge, promediando entre ambas competiciones 11,0 puntos y 2,5 rebotes por encuentro.
La temporada siguiente, en agosto de 2014 fichó por el Namika Lahti de la Liga de Finlandia, donde en su única temporada promedió 12,5 puntos y 3,7 rebotes por encuentro. No cambió de país, fichando en septiembre de 2015 por el Kouvot Kouvola, equipo al que ayudó a ganar la liga con 13,7 puntos y 3,5 rebotes por partido, siendo el tercer mejor anotador del equipo por detrás de D.J. Richardson y Austen Rowland.
El 19 de julio de 2016 fichó por el MHP Riesen Ludwigsburg de la Basketball Bundesliga, de donde fue despedido tras ocho partidos de liga, donde solo promedió 6,8 puntos y 1,6 rebotes, y otros seis de Basketball Champions League. Poco después, en enero de 2017 firmó para el resto de la temporada por el Medi bayreuth.